# تيز خراب (سلماس)
تيز خراب هي قرية في مقاطعة سلماس، إيران. يقدر عدد سكانها بـ 178 نسمة بحسب إحصاء 2016.